# Placówka Straży Granicznej II linii „Wieleń”
Placówka Straży Granicznej II linii „Wieleń” – jednostka organizacyjna Straży Granicznej pełniąca służbę ochronną na granicy polsko-niemieckiej w okresie międzywojennym.

## Formowanie i zmiany organizacyjne
Rozporządzeniem Prezydenta Rzeczypospolitej Polskiej Ignacego Mościckiego z 22 marca 1928 roku, do ochrony północnej, zachodniej i południowej granicy państwa, a w szczególności do ich ochrony celnej, powoływano z dniem 2 kwietnia 1928 roku  Straż Graniczną.
Rozkazem nr 3 z 25 kwietnia 1928 roku w sprawie organizacji Wielkopolskiego Inspektoratu Okręgowego dowódca Straży Granicznej gen. bryg. Stefan Pasławski określił strukturę organizacyjną komisariat SG „Potrzebowice”. 
Rozkaz nr 7 z 15 września 1928 roku  w sprawie organizacji Wielkopolskiego Inspektoratu Okręgowego podpisany w zastępstwie przez mjr. Wacława Szpilczyńskiego nie wymienia już komisariatu SG „Potrzebowce”. Wymienia komisariat „Wieleń”.
Rozkazem nr 11 z 9 stycznia 1930 roku reorganizacji Wielkopolskiego Inspektoratu Okręgowego komendant Straży Granicznej płk Jan Jur-Gorzechowski ustalił numer i nową organizację komisariatu. Placówka Straży Granicznej II linii „Wieleń” znalazła się w jego strukturze. Stacjonowała przy ul Nowe Miasto 16 ml.
---
Rozkazem nr 12 z 14 lipca 1939 roku w sprawie reorganizacji placówek II linii i posterunków wywiadowczych oraz obsady personalnej, komendant Straży Granicznej gen. bryg. Walerian Czuma utworzył placówkę II linii „Wieleń”.

## Kierownicy/dowódcy placówki
| stopień    | imię i nazwisko | okres pełnienia służby  |
| ---------- | --------------- | ----------------------- |
| przodownik | Jan Walter      | był IV 1933 i VI 1935 – |